# Hejbowszczyzna
Hejbowszczyzna – dawna wieś. Tereny, na których była położona, leżą obecnie na Białorusi, w obwodzie witebskim, w rejonie postawskim, w sielsowiecie Łyntupy.

## Historia
W czasach zaborów wieś włościańska w gminie Hoduciszki, w powiecie święciańskim Imperium Rosyjskiego. W 1866 roku miała 5 mieszkańców w 1 domu. W 1905 roku liczyła 85 mieszkańców, 144 dziesięciny.
W dwudziestoleciu międzywojennym wieś leżała w Polsce, w województwie wileńskim, w powiecie święciańskim, w gminie Łyntupy.
W 1931 w 15 domach zamieszkiwało 65 osób.
Miejscowość należała do parafii rzymskokatolickiej w Hoduciszkach. Podlegała pod Sąd Grodzki w Łyntupach i Okręgowy w Wilnie; właściwy urząd pocztowy mieścił się w Łyntupach.